# Розкатіхинська сільська рада
Розкаті́хинська сільська рада (рос. Раскатихинский сельский совет) — сільське поселення у складі Притобольного району Курганської області Росії.
Адміністративний центр — село Розкатіха.
Населення сільського поселення становить 975 осіб (2021; 1087 у 2010, 1278 у 2002).
20 вересня 2018 року до складу сільського поселення була включена територія (69,47 км2) ліквідованої Ярославської сільської ради (село Ярославське).

## Склад
До складу сільського поселення входять:
| Населений пункт   | Населення, осіб (2002) | Населення, осіб (2010) |
| ----------------- | ---------------------- | ---------------------- |
| Розкатіха, село   | 810                    | 696                    |
| Ярославське, село | 463                    | 391                    |